# علی جدبابایی
علی جدبابایی (انگلیسی: Ali Jadbabaie) ربات‌کار، استاد و رئیس فعلی دانشکده مهندسی عمران و محیط زیست در موسسه فناوری ماساچوست و استاد سابق کرسی آلفرد فیلتر مور علوم شبکه در دانشکده مهندسی برق و مهندسی سیستم‌ها در دانشگاه پنسیلوانیا  است. جدبابایی در سطح بین‌المللی متخصصی شناخته شده در زمینهٔ کنترل و هماهنگی آرایش‌های چندرباتی، سیستم‌های شبکه شده، و علوم شبکه است. او یکی از مؤسسین برنامهٔ سینگ در سیستم‌های اجتماعی و شبکه‌ای در مدرسه مهندسی و علوم کاربردی دانشگاه پنسیلوانیا است. جدبابایی لیسانس خود را از دانشگاه صنعتی شریف و فوق لیسانس و دکترای خود را به ترتیب از دانشگاه‌های نیومکزیکو و مؤسسه فناوری کالیفرنیا دریافت کرده‌است.